# Ubijtsy
Ubijtsy eller på dansk: Morderne (russisk: Убийцы) er en sovjetisk spillefilm fra 1956 af Marika Bejku, Aleksandr Gordon og Andrej Tarkovskij.
er en film fra 1956 af den sovjetiske og russiske-filminstruktør Andrej Tarkovskij og hans medstuderende Marika Beiku og Aleksandr Gordon. Filmen er baseret på novellen The Killers af Ernest Hemingway, skrevet i 1927. Det var Tarkovskijs første film, som blev produceret, da han var studerende på Gerasimov Institute of Cinematography (VGIK).

## Medvirkende
- Julij Fait som Nick Adams
- Aleksandr Gordon som George
- Valentin Vinogradov som Al
- Vadim Novikov som Max
- Jurij Dubrovin